# South Renovo
South Renovo es un borough ubicado en el condado de Clinton en el estado estadounidense de Pensilvania. En el año 2000 tenía una población de 557 habitantes y una densidad poblacional de 1,075.3 personas por km².

## Geografía
South Renovo se encuentra ubicado en las coordenadas 41°19′28″N 77°44′40″O / 41.32444, -77.74444.

## Demografía
Según la Oficina del Censo en 2000 los ingresos medios por hogar en la localidad eran de $24,853 y los ingresos medios por familia eran $34,625. Los hombres tenían unos ingresos medios de $30,455 frente a los $17,639 para las mujeres. La renta per cápita para la localidad era de $14,751. Alrededor del 10.4% de la población estaba por debajo del umbral de pobreza.